# Micrathyria debilis
Micrathyria debilis – gatunek ważki z rodziny ważkowatych (Libellulidae). Występuje na terenie Ameryki Południowej i Karaibów.